# Topozero
Topozero (rus. Топозеро, fin. Tuoppajärvi) je veliko slatkovodno jezero u Republici Kareliji, sjeverozapadni dio Rusije. Ima površinu od 986 km2 i površi nu slijeva od 3,530 km2. Dugo je 75,3 km, a široko 30.3 km. Najveća dubina je oko 50 m. Na jezeru se nalazi više od 100 otoka. Topozero se koristi za ribolov i splavarenje. Njegov primarni izljev je Kovda, koja se također naziva Sofyanga u svom prvom potezu od jezera Topozero do jezera Pjaozero. Kovda teče u Bijelo more.

## Vanjske poveznice
|  | Zajednički poslužitelj ima još gradiva o temi Topozero |